# Musashi Kanbe
Musashi Kanbe (かんべむさし), de son vrai nom Jun Sakagami (阪上 順), né le 16 janvier 1948 dans la préfecture de Hyōgo, est un auteur japonais de science-fiction lauréat du prix Seiun pour le roman Saikoro Tokkōtai. Musashi Kanbe a également été président d'honneur de Daicon III en 1981.

## Source de la traduction
- (en) Cet article est partiellement ou en totalité issu de l’article de Wikipédia en anglais intitulé « Musashi Kanbe » (voir la liste des auteurs).

1. ↑  Japan National SF Convention History